# Harihararoppa, Madhugiri
Harihararoppa là một làng thuộc tehsil Madhugiri, huyện Tumkur, bang Karnataka, Ấn Độ.